# 当事者研究
当事者研究（とうじしゃけんきゅう）とは、北海道浦河郡浦河町にあるべてるの家と浦河赤十字病院精神科ではじまった、主に精神障害当事者やその家族を対象とした、アセスメントとリハビリテーションのプログラムであり、その構造はSST、認知行動療法、心理教育、ストレス脆弱性モデル、ストレングスモデル、ナラティブアプローチ、スキゾフレニクスアノニマスなどを基礎としていると評価されている。一方で、その主体はあくまで「当事者」であり、自身の「研究」に軸があるため、専門家や医師による支援アプローチとは一線を画しており、医学的な精神療法ではない。
北海道医療大学教授の向谷地生良が、研究・実践している。浦河郡では、べてるの家やひがし町診療所（精神科）のデイケアで行われている。2005年に医学書院から当事者研究に関する書籍が出版されて以降、浦河以外の施設や医療機関でも取り入れられているほか、発達障害、依存症、認知症、教育・子育て、企業活動などにも広がりを見せている。毎年当事者研究全国交流集会が行われており、北海道と他の地域の交互で開催されている。医師で脳性麻痺の当事者である熊谷晋一郎が東京大学先端科学技術研究センターで当事者研究の研究を行っている。

## 概要
当事者研究が直接的にはじまった理由は、器物破損などの「爆発」が止まらなかった、統合失調症の青年の支援の仕方を巡って、支援者が疲弊し切っていたときに、向谷地がその青年にむかって「研究してみないか？」と言ったところ、うなだれていた本人が俄然やる気を出し「研究ってワクワクする響きですね」と言って共同で「爆発の研究」をまとめ、その年のべてるまつりで発表したのがきっかけとされている。それ以前から、べてるの家の事業などで「一人一研究」などの言葉が使われていたとも言われている。
向谷地は、精神科のソーシャルワークにおける「医学モデル」と「生活モデル」の分断のなかで現場が右往左往していた時、SSTや認知行動療法に着目することによってそれらの分断を乗り越えられる可能性を感じたと述べている。
英国サウサンプトン大学精神科教授のデイビッド・G・キングドンと同国ニューカースル大学精神科上級講師のダグラス・ターキントンの統合失調症における認知行動療法の研究（Cognitive-Behavioral Therapy of Schizophrenia、邦題『統合失調症の認知行動療法』訳原田誠一）によれば、統合失調症の当事者の多くは症状に対して受け身であるだけではなく、すでに様々な自己対処を行っていると理解される。つまり、引きこもる、食べ過ぎる、自分を傷つけてしまう、大声を出すなどの行動も、当事者の視点に立てば何らかの理由によってそういう「対処」をせざるを得ない状態と考えることができ、当事者研究ではそうした様々な「自分の助け方（自助）」に焦点を当てて、より良い自助ができるように、当事者が主体的に考え、実践していくことが核となっている。
また、向谷地はH・ゴールドシュタインの論文「ソーシャルワーク実践理論の変化の果たす役割ー統合アプローチから認知的ヒューマニズムへ」（1984）に出会ったことで「自己、システム、人間関係などに関して、人がどのように思考し、意味づけ、認知しているかの深い認識こそが、実践に対して信頼しうる理論的基礎を提供する」というゴールドシュタインのアプローチを意識すようになったと述べている。そうした「認知・ヒューマニスティックアプローチ」には「当事者の理解している主観的世界を汲み取る」、「理論的仮定や社会文化的な固定概念を脇に置く」、「当事者の主観性の意味が理解できるのに応じて、当事者の行動や対応の仕方についての相互理解が深まる」など、当事者研究の実践の基礎的な要素があると言える。
その後、浦河で展開されていった当事者研究は、幻覚や妄想を含めた当事者が抱える現実（主観的な視点）から、困難や苦労の成り立ちを理解し、その意味や当事者の抱える重層的な現象やニーズにせまっていく手法が特徴的である。自らの問題に対して一人で当事者研究的にアプローチしている例もあるが、支援者やピア（仲間）などからフィードバックが受けられるような環境が望ましいとされている。
はじめは「自己研究」と呼ばれていたが、医学書院発行の『精神看護』での連載や本の出版などを機に次第に「当事者研究」と呼ばれるようになっていった。

## プログラムの特徴
当事者研究には定式化された「やり方」はなく、自由である。そもそもの成り立ちが折衷的であるため、当事者研究を定義すること自体が難しいことが多い。とくに浦河などでは「当事者研究」とは別のミーティングの場面でも、実際的には当事者研究のような展開がなされることがあり、その場の漠然とした合意に基づく概念とも言える。よって手順は臨機応変であり、その場の事情を勘案しつつ、即興的に展開されることがほとんどである。そうした、固定された枠組みを持たない事が強みであり、その効果をエビデンスのような形で出しづらいという点で弱みでもある。
やり方は「自由」と言っても、そこには明らかに固有の傾向や共通認識のようなものがある。例えば、浦河式の当事者研究ではホワイトボードが欠かせない。２０名ほどの参加者がホワイトボードを囲むようにして輪になって座る形が多い。コーディネーターとして健常者スタッフとピアリーダーが協力して進め、研究テーマを持つ当事者が前に出てホワイドボードにイラストや文字を用いて内容を整理していく。「幻聴が来てつらい」という内容の場合、「幻聴さん」というべてるオリジナルのキャラクターを描いてその様子を表したり、参加者が協力しあってその場面をロールプレイで演じたりすることもある。また、表を作成したり、図にまとめたり、グラフにしたり、動画に撮ったりと、そのスタイルは多種多様である。
「主観・反転・”非”常識」と謳われていることもあって、「ふつうはしないこと」をすることが多く、研究のデザインの仕方をマニュアル化するのは困難と考えられる。例えば、「食べ吐きの仕方の研究（どうしたら食べ吐きは続けられるのか）」「ホメホメ日記を書き続けて幻聴の性格を変える研究」「幻聴を売り出してみんなに買ってもらう研究」「病気のモチベーションを維持して医療者におんぶに抱っこしてもらう研究」など。ただ、現状を問題視して「バツ」な部分を「マル」にするという志向はあまりとられず、起きていることを自分自身と切り離し、外在化することで、まずは肯定的あるいは中立的に捉えようとする傾向が共通している。
その他にも、キャッチフレーズとして「自分自身で、ともに」「人と問題を切り離す」「見つめるから眺めるへ」「苦労を取り戻す」など言葉が頻繁に使われている。
当事者研究のなかでは、テーマに応じて先行研究も盛んに引用される。それはこれまでの当事者研究の蓄積（およそ1000件以上と言われている）からだけではなく、医学、自然科学、文学、哲学、教育などからも有用なものはどんどん取り入れられている。それ故に、木村敏、斎藤環、香山リカ、鷲田清一、辻信一、高橋源一郎、田口ランディ、大澤真幸、内田樹、釈徹宗、國分功一郎、坂口恭平、末井昭など幅広い交流が行われている。
現在は、発達障害、依存症、認知症、吃音、疼痛、脳性麻痺などの医療福祉分野をはじめ、教育現場や企業などでも当事者研究が試みられることが多くなってきており、「言いっぱなし、聞きっぱなし」のルールが採用されるグループがあるなどその場に合ったやり方がそれぞれ模索されていて、そのスタイルはいっそうバラエティ豊かになってきている。また、東京大学先端科学技術研究センターでは、熊谷晋一郎を中心に「当事者研究の支援効果に関するエビデンス」などの臨床研究も試みられている。

## 自己病名をつける
当事者研究の固有の特徴として、「自己病名」をつけるという点がある。例えば、統合失調症の場合、「統合失調症おせっかい幻聴タイプ」「統合失調症内弁慶爆発タイプ」など、「医師からの診断名＋オリジナルの苦労のネーミング」という組み合わせのパターンが多い。
浦河では、当事者研究がはじまる以前から自己病名をつけることがはじまっていたと言われている。そのルーツは浦河で盛んに行われているアルコール依存症の語りのグループにある。かつては統合失調症（昔は精神分裂病）の場合、あまり自分の病名や病気について語るということはされていなかったが、向谷地が支援していた依存症のグループの語りの文化のなかに統合失調症などの当事者たちも次第に混ざっていった結果、自己病名をつけるという文化もまた生まれてきた。
石原孝二は「自己病名」について、専門知を否定するのでもなく、「病気」だということを認めつつも、そのまま受け入れるのでもなく、個々の多様な苦労を表しているとして、「半精神医学 quasi-psychiatry」と表現している。

## 認知行動療法との違い
石原孝二は、当事者研究と認知行動療法との違いについて、認知行動療法がセラピスト主導でありクライアントはセラピストの提示する仮説を受け入れることで成り立っている点とあくまで「問題解決」を目指している点があるのに対し、当事者研究は「問題解決」を目指してはおらず、当事者自身が問題を捉えていくことが目指されていると述べている。また、当事者研究はそうした多様な背景のなかで「苦労を取り戻し、語りを取り戻す」という目的に合わせて練り直されてきたと指摘している。
熊谷晋一郎は、当事者研究によって本人の認知や行動の変化を期待しているように「誤解」されることがあると述べており、当事者研究によって認知が変わるのは「話す側」ではなく圧倒的に「聞く側」の方であるとしている。そして、当事者研究によって、本人にとって障壁となっていた人的環境の認知行動がどんどん変化し、場で共有されていた集合的価値観、知識、言語がアップデートされるのだと述べられている。
向谷地は、SSTや認知行動療法が当事者の実感や主観のなかで磨かれて自然な形で発展的に変化を遂げたと述べており、当事者研究は「問題解決」の技法ではなく、生活のなかで起きてくる現実の課題と向き合うための「態度」であるとしている。

## イベント
毎年当事者研究全国交流集会が行われ、全国から当事者、家族、専門家などが集う。
- 第１回当事者研究全国交流集会（浦河）２００４年
- 第２回当事者研究全国交流集会（浦河）２００５年
- 第３回当事者研究全国交流集会（浦河）２００６年
- 第４回当事者研究全国交流集会（浦河）２００７年
- 第５回当事者研究全国交流集会（浦河）２００８年
- 第６回当事者研究全国交流集会（浦河）２００９年
- 第７回当事者研究全国交流集会（浦河）２０１０年
- 第８回当事者研究全国交流集会（浦河）２０１１年
- 第９回当事者研究全国交流集会（福島）２０１２年
- 第１０回当事者研究全国交流集会（浦河）２０１３年
- 第１１回当事者研究全国交流集会（東京）２０１４年１１月１５日
- 第１２回当事者研究全国交流集会（浦河）２０１５年
- 第１３回当事者研究全国交流集会（大阪）２０１６年１０月９日
- 第１４回当事者研究全国交流集会（浦河）２０１７年
- 第１５回当事者研究全国交流集会（愛知淑徳大学長久手キャンパス）２０１８年１０月７日
- 第１６回当事者研究全国交流集会（浦河町立総合文化会館）２０１９年７月１９日
- 第１７回当事者研究全国交流集会（オンライン）２０２０年１０月３日
- 第１８回当事者研究全国交流集会（オンライン）２０２１年１１月６日
- 第１９回当事者研究全国交流集会（川崎医療福祉大学）２０２２年１１月２０日

関東当事者研究交流集会がときどき開催されている。
- 関東当事者研究交流集会 ２０１２年１２月１５日 （東京大学先端科学技術研究センター）
- 関東当事者研究交流集会２０１３　２０１３年１２月１日（東京大学駒場キャンパス）
- 関東当事者研究交流集会２０１５夏　２０１５年８月９日（東京大学駒場キャンパス）
- 関東当事者研究交流集会２０１８　 ２０１８年３月４日（東京大学駒場キャンパス）

関西当事者研究交流集会が２０１７年以降、毎年開催されている。
- 第２回関西当事者研究交流集会　２０１７年１０月８日（大阪大学）
- 第３回関西当事者研究交流集会　２０１８年９月１７日（大阪大学）
- 第４回関西当事者研究交流集会　２０１９年９月２３日（大阪大学）

東海当事者研究交流集会が２０２０年以降、開催されている。
- 第２回東海当事者研究交流集会　２０２０年１月１１日（南生協病院）

定期的に、向谷地が講師となって各地で当事者研究のワークショップも行われている。

## 関連ビデオ（DVD）・書籍
- 「べてるの家の当事者研究」（ビデオ全10巻）
- 「べてるの家の服薬アドヒアランス」（DVD）
- 浦河べてるの家『べてるの家の「非」援助論　そのままでいいと思えるための25章』医学書院 2002年
- 浦河べてるの家『べてるの家の「当事者研究」』医学書院 2005年
- 向谷地生良『安心して絶望できる人生』NHK出版 2006年
- 伊藤絵美,向谷地生良『認知行動療法、べてる式。』医学書院 2007年
- 川村敏明,向谷地生良『退院支援、べてる式。』医学書院 2008年
- 向谷地生良『統合失調症を持つ人への援助論』金剛出版 2008年
- 綾屋紗月,熊谷晋一郎『発達障害当事者研究―ゆっくりていねいにつながりたい』医学書院 2008
- べてるしあわせ研究所『レッツ!当事者研究 1』コンボ 2009年
- 向谷地生良『技法以前』医学書院 2009年
- 熊谷晋一郎『リハビリの夜』医学書院 2009年
- 「見る当事者研究 Case1 水のみが止まらない」（DVD）
- 「見る当事者研究 Case2 それでも地域で暮らしたい」（DVD）
- 浦河べてるの家『べてるの家の恋愛大研究』大月書店　2010年
- 上岡陽江,他『その後の不自由―「嵐」のあとを生きる人たち』 医学書院 2010年
- べてるしあわせ研究所『レッツ！当事者研究 ２』コンボ　2011年
- 石原孝二,他『当事者研究の研究』医学書院 2013
- 向谷地生良、他『吃音の当事者研究: どもる人たちが「べてるの家」と出会った』金子書房　2013年
- 熊谷晋一郎『ひとりで苦しまないための「痛みの哲学」』青土社 2013
- 熊谷晋一郎,他『みんなの当事者研究』金剛出版 2017
- 向谷地生良　浦河べてるの家『新・安心して絶望できる人生　「当事者研究」という世界』一麦出版社、2018年。ISBN 978-4-86325-113-7。

この他、『精神看護』（医学書院）では頻繁に当事者研究に関連する記事や連載が組まれている。
『こころの元気＋』（コンボ）では、毎月当事者研究の連載が掲載されている。
いくつかの書籍は韓国でも出版されている。